# 광다이오드

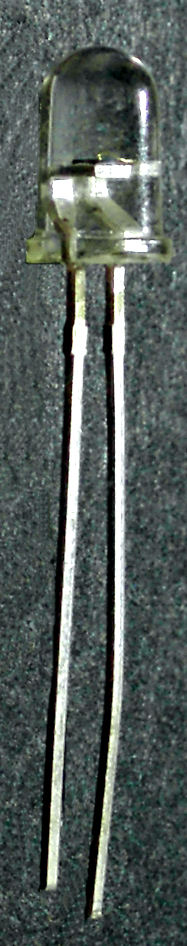
광다이오드

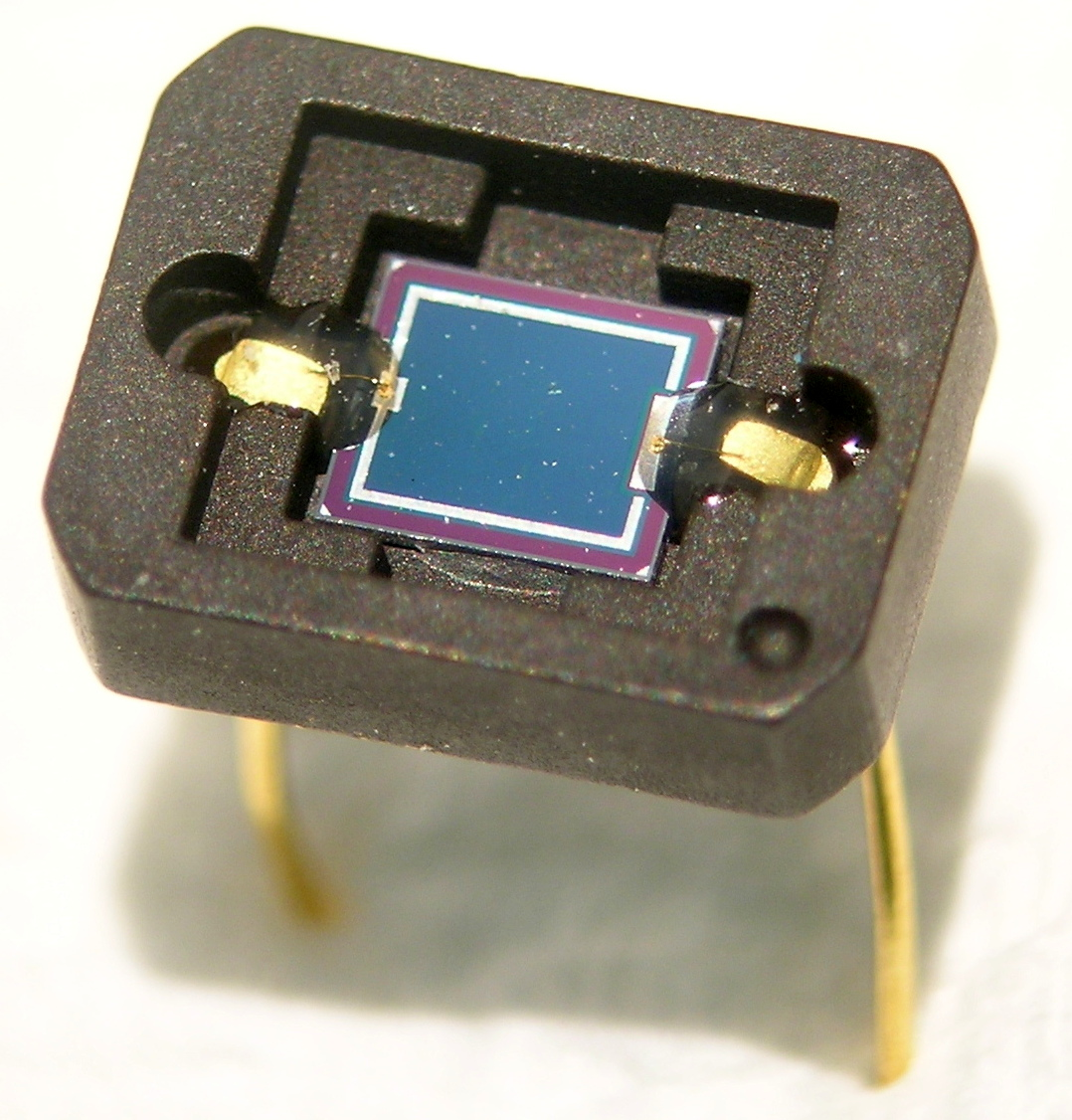
광다이오드 확대

광다이오드(photodiode 포토다이오드[*])란 광검출기같은 기능이 있는 반도체 다이오드이다. 광다이오드는 소자의 민감한 부분에 빛이 들어오도록 창이나 광섬유 연결 패키지가 있다. 또한 창없이 자외선이나 엑스선을 검출하는 데도 사용된다.
광트랜지스터는 접합형 트랜지스터과 구성이 같고 빛이 베이스-컬렉터 PN 접합에 도달할 수 있도록 투명한 케이스에 넣어져 있다. 광트랜지스터는 광다이오드처럼 동작하지만, 빛에 더 민감하다. 왜냐하면 베이스-컬렉터 접합의 광자에 의하여 생성된 전자는 베이스에 주입되고, 이 전류는 트랜지스터 동작에 의하여 증폭되기 때문이다. 그러나 광트랜지스터는 광다이오드보다 반응속도가 느리다.

## 동작 원리
광다이오드는 PN 접합이나 PIN 구조로 되어있다. 충분한 광자 에너지의 빛이 다이오드를 타격하면 이동전자와 양의 전하 정공이 생겨서 전자가 활동한다. 만약 접합의 공핍층 (depletion region)에서 흡수작용을 하면, 이런 캐리어는 공핍층의 세워진 필드에 의하여 흘려보내어 광전류를 생성한다.
광다이오드는 0 바이어스 (광기전 방식)나 역 바이어스 (광전도 방식)에서 사용할 수 있다. 0 바이어스에서는 다이오드에 빛이 내려오면 소자를 교차하게 전개된 전압을 발생시키며, 순 바이어스 방향으로 전류를 흐르게 한다. 이것을 광기전력 효과라고 부르고, 태양 전지에 사용되는 바이어스이다. - 사실, 태양전지는 싸고 많은수의 거대한 광다이오드일 뿐이다.
다이오드는 역 바이어스가 걸릴때 일반적으로 매우 높은 전기저항을 지니고있다. 이 저항은 접합부에 특정한 주파수의 빛이 비치면 감소된다. 그래서 역 바이어스 다이오드는 전류가 통과하는지 감시하여 탐지기로 사용할 수 있다. 이 효과 기반의 회로는 광기전력 효과 기반의 회로보다 빛에 더 민감하다.
전자사태 광다이오드는 비슷한 구조를 지녔지만, 더 높은 역 바이어스로 동작한다. 각각의 광캐리어가 광다이오드 내부 이득의 결과로 발생된 전자사태 항복(avalanche breakdown)으로 증폭이 가능하며, 효과적으로 소자의 반응성을 향상시킨다.

### 재료
광다이오드를 만드는 데 사용되는 재료는 특징을 결정하는 데 중요하다. 왜냐하면 충분한 에너지가 있는 광자만이 중요한 광전류를 생성시키는 재료의 띠틈을 교차하여 전자를 활동시키기 때문이다.
상용화된 광다이오드에 일반적으로 사용되는 재료들:
| 재료               | 파장 범위 (nm) |
| ------------------ | -------------- |
| 규소               | 190–1100       |
| 저마늄             | 800–1700       |
| 인듐 갈륨 비소화물 | 800–2600       |
| 납 황화합물        | <1000-3500     |

큰 띠틈 때문에 규소 기반의 광다이오드는 저마늄 기반의 광다이오드보다 낮은 잡음을 발생시키지만, 저마늄 광다이오드는 대략 1 µm보다 긴 파장에 항상 사용된다.

## 특징
광다이오드의 중요한 기능 변수들은 다음과 같다.
- 반응성: 급속한 빛세기로 생성된 광전류의 속도이다. 광전도 방식일 때는 일반적으로 A/W로 표시한다. 반응성은 양자 수량이나 급속한 광자로 생성된 광캐리어 수량의 속도로 표현되기 때문에 단위가 없다.
- 암전류: 암전류는 광전도 방식으로 동작할 때는 입력되는 빛 신호가 없어도 광다이오드를 지나간다. 암전류는 기본 반사능과 반도체 접합의 포화 전류에 의하여 생성된 광전류를 포함한다. 만약 광다이오드를 정확한 광학 세기 측정에 사용하려면 광전류는 반드시 교정해야 하며, 광다이오드가 광통신 시스템에 사용될 때는 잡음의 원인이 되기도 한다.
- 잡음등가력(noise-equivalent power): 광전류를 생성하기 위한 최소 입력 빛세기는 1 헤르츠 대역폭에서 rms 잡음전류와 같다. 연관된 특성 판독력 (D)은 NEP, 1/NEP의 반대이고 특정한 판독력 ({\displaystyle D^{\star }})은 광검출기의 면적 (A)으로 일반화된 판독력 ({\displaystyle D^{\star }=D{\sqrt {A}}})이다. NEP는 대략적으로 광다이오드에서 판독가능한 최소 입력전원이다.

광다이오드가 광통신 시스템에 사용될 때 이런 변수들은 특정 비트 에러율을 지니는 수신기에 요구되는 최소 입력전원인 광수신기의 민감도에 기여한다.

## 응용

광다이오드 도면 기호

PN 광다이오드는 광전도체, 전하결합소자, 광전자배증관 튜브와 같은 다른 광검출기에 유사한 응용으로 사용된다.
광다이오드는 CD 재생기, 화재경보기, 비디오카세트 레코더나 텔레비전의 리모콘 수신부와 같은 전자제품 소자에 사용된다.
카메라 빛 측정, (어두워지면 흐리게 발광하는) 시계 라디오와 가로등같은 다른 소비제품도 있으며, 어느쪽이나 유용하게 사용할 수 있음에도 불구하고 광전도체는 광다이오드보다 자주 사용된다.
광다이오드는 과학이나 산업에서 빛세기의 정확한 측정에 사용된다. 일반적으로 광전도체보다 선형 반응성이 좋다.
또한 컴퓨터 단층촬영 (섬광체와 같이)의 검출기나 표본 (면역 측정)을 분석하는 장비같은 다양한 의료장비에 널리 사용된다. 혈관 모니터에도 사용된다.
PIN 다이오드는 원래의 PN 접합 다이오드보다 더 빠르고 더 민감하다. 그래서 광통신과 빛조절기에 사용된다.
PN 광다이오드는 매우 미세한 빛세기를 측정하는 데 사용하지 않는다. 대신에 높은 민감도가 요구되면 전자사태 광다이오드, 강화 전하결합소자, 광전자증관이 천문학, 분광학, 야간 촬상 소자와 레이저 거리측정기같은 응용제품에 사용된다.

### 광전자증배관과 비교
광전자증배관보다 장점들:
1. 급격한 빛의 작용에 의한 출력전류의 탁월한 선형성
2. 190 ~ 1100 nm (실리콘)에서 분광 반응성, 다른 반도체 재료보다 더 긴파장
3. 낮은 잡음
4. 기계적 스트레스에 잘견딤
5. 싼 가격
6. 소형이고 가벼움
7. 긴 수명
8. 높은 양자 효율, 일반적으로 80 %
9. 고전압 불필요

광전자증배관보다 단점들:
1. 작은 면적
2. 내부 증폭율이 안됨 (전자사태 광다이오드 제외, 광전자배증관의 증폭율은 108까지 가능한데 반하여 전자사태 광다이오드는 일반적으로 102–103이다.)
3. 종합적으로 더 둔한 민감성
4. 광자계산은 특별한 전자회로를 포함된 일반적으로 저온 광다이오드같은 특별한 설계에서만 가능하다.
5. 대다수 설계에서 반응속도가 느림

## 같이 보기
- 전자공학
  - 띠틈
  - 적외선
  - 광전자학
  - 태양 전지
  - 변환기
  - 반도체 소자
- 빛측정

## 참조
이 문서의 일부분은 미연방 표준 1037C와 FAA 글로리아 광통신팀(FAA Glossary of Optical Communications Terms)에서 인용됨.
구워 (Gowar), 존 (John), 광통신 시스템, 제 2판, 영국 햄스터드 프렌티스시청 (Prentice-Hall), 1993년 (ISBN 0-13-638727-6)